# Hyde Park Free Concert
Hyde Park Free Concert 1970 is een live muziekalbum van Kevin Ayers and the Whole World. Het is een weergave van een openluchtconcert in Hyde Park op 13 juni 1970. Het album valt qua tijd tussen Joy of a Toy en Shooting At The Moon. De opnamen komen uit het privé-archief van Ayers.

## Musici
- Kevin Ayers – gitaar, zang
- David Bedford – toetsen
- Mike Oldfield - basgitaar
- Lol Coxhill – saxofoon, percussie
- Robert Wyatt – slagwerk

## Composities
1. Clarence in wonderland
2. Red green and you blue
3. May I?
4. Hat song
5. Did it again
6. Why are we sleeping

Het album is nooit op elpee verschenen, maar komt in 2008 uit op cd. De geluidskwaliteit is nogal matig.